# Fratelli Piacenza
PIACENZA 1733 (precedentemente Piacenza Cashmere), ufficialmente Fratelli Piacenza SpA., è un'azienda italiana nota nella produzione d'abbigliamento e tessuti di pregio utilizzando lane extrafini e fibre nobili. Il lanificio nacque nel 1733 in regione Paroir a Pollone, comune italiano di 2 036 abitanti della provincia di Biella. Fu fondata da Pietro Francesco Piacenza. L'azienda produce e distribuisce collezioni uomo, donna e accessori nel settore dei beni di lusso.

## Storia

### 1733 - Fratelli Piacenza industriali lanieri
La storia ufficiale del Lanificio Fratelli Piacenza ha inizio nel 1733. Pietro Francesco Piacenza (1697-1774) e il figlio Giovanni Francesco (1727-1796) avviano l'attività e aprono una fabbrica per la produzione di stoffe di lana in regione Paroir a Pollone. La famiglia Piacenza era già attiva nel commercio della lana dalla prima metà del Seicento, quando nel censimento sabaudo Giovanni Angelo Piacenza viene definito commerciante di lana. Nel 1757 lo stabilimento conta già cento lavoratori.

### 1814 - Lanificio Fratelli Piacenza
Carlo Antonio Piacenza (1779-1841), figlio di Francesco, concentra le diverse fasi della produzione in un unico stabilimento ed apre una casa di commercio a Torino nel 1799, permettendo al lanificio di sopravvivere nei difficili anni durante la dominazione napoleonica. Nel 1813 gli operai impiegati si riducono a 37. Nel 1814 la ditta prese il nome Lanificio Fratelli Piacenza. La presenza a Torino permise ai Fratelli Piacenza di espandere il proprio mercato ed acquistare le materie prime provenienti dai principali mercati europei, adatte per la produzione di stoffe di qualità.
Carlo Antonio introdusse i primi macchinari tessili. Egli guidò il lanificio sino agli anni trenta dell'Ottocento, Successivamente il figlio Giovanni Piacenza (1811-1883) assume la direzione della manifattura, mostrando profonda attenzione alle nuove tecnologie industriali imposte dalla Rivoluzione industriale inglese e installando all'interno del lanificio i primi telai meccanici jacquard e filatoi mule-jenny. Giovanni Francesco fu il primo in Italia a produrre tessuti fantasia e nel 1839, grazie al successo degli articoli, fu possibile l'ampliamento e meccanizzazione del lanificio sino ad occupare 350 operai.
Giovanni Piacenza si dimostrò un imprenditore moderno costantemente interessato ad aggiornarsi sui macchinari tessili provenienti dal Nord Europa, sui gusti della moda e sulla qualità dei filati presenti sul mercato internazionale di Londra. Egli ricevette numerosi riconoscimenti pubblici, nel 1844 medaglia d'argento all'Esposizione di Torino, nel 1846 medaglia d'argento a Genova ed oro a Torino nel 1854. In una seduta del Parlamento subalpino, Cavour lo definì imprenditore illuminato.

### 1911 - Lo stabilimento a Torino e il Lanificio-scuola
Felice Piacenza (1843-1938) portò avanti l'opera di aggiornamento della produzione già iniziata dal padre, migliorando l'organizzazione del lavoro e incrementando così la produzione. Egli fu il fondatore della prima Lega Industriale Biellese. Nel 1907 fu nominato Cavaliere del Lavoro e Commendatore della Corona.  I Piacenza aprirono un nuovo stabilimento a Torino nel 1911 in zona Barriera di Milano (se ne aggiunse poi un altro limitrofo) ed il Lanificio-scuola Felice Piacenza a Biella. Durante la prima guerra mondiale l'azienda si concentra nella produzione di abbigliamento militare, entrando quasi in crisi alla fine del conflitto. Viene così deciso nel periodo di riconversione industriale intorno all'anno 1935 di chiudere i due stabilimenti di Torino che nel complesso occupavano un'area di 30.000 metri quadrati.

### 1932 - Alta moda e confezione
La svolta con Enzo Piacenza (1892-1968) che continua l'attività industriale concentrando la produzione dei tessuti per l'alta moda, cosa che diede notorietà a livello internazionale, principalmente Stati Uniti e Francia. Tra il 1950 e il 1960 Riccardo e Giovanni (figli di Enzo) danno vita (inizialmente assieme alla sorella Emilia e al fratello Guido) alla ditta Paroir, società destinata alla vendita al dettaglio dei tessuti. Negli anni sessanta e settanta Riccardo e Giovanni iniziano la confezione dei capi creando la I.M.D. (Industria Mantelli Doubleface) per la produzione di cappotti doubleface. Grazie a questa iniziativa, nel 1970 viene aperto l'attuale stabilimento in Regione Cisi a Pollone. Dal 1980 i tessuti vengono esportati in tutto il mondo.

### 1990 - Piacenza Cashmere
Nel 1990 l'azienda lancia la propria linea di capi d'abbigliamento in puro cashmere. Prende il nome di Piacenza Cashmere.
Nel 2009 la crisi economica colpisce il settore tessile e il distretto del biellese. Colpisce quindi anche l'azienda che vede in quel periodo, in particolare nel 2011, dimezzati i fatturati e deve fare ricorso a diversi aumenti di capitale. Dal 2013 i profitti riprendono a salire al punto da arrivare nel 2017 ai valori pre-crisi di 44 milioni. Sempre nel 2017 è stata ampliata la sede con un investimento di 4 milioni e la società, guidata dai fratelli Carlo e Guido Piacenza, esponenti della tredicesima generazione, è entrata nel programma Elite voluto dalla Borsa di Milano per sostenere le imprese nella crescita.
In azienda (fa parte del ristretto gruppo internazionale Gli Henokiens che riunisce le aziende mondiali con oltre 200 anni di storia, in salute e ancora nelle mani della famiglia d'origine) sono già presenti esponenti della quattordicesima generazione: i figli di Carlo, Ettore e Vasiliy, e il figlio di Guido, Felice.

### 2020 - PIACENZA 1733
Nel giugno 2020 Piacenza Cashmere, diventata PIACENZA 1733, apre una filiale ad Hong Kong ed è quindi presente nei cinque continenti. In novembre acquisisce lo storico Lanificio Piemontese di Biella, creando così un nuovo polo imprenditoriale tessile sotto il nome di Gruppo Piacenza 1733 S.p.A. 
Nel 2022 il Gruppo Piacenza 1733 S.p.A. acquisisce interamente due ulteriori aziende leader nella creazione di tessuti e abbigliamento, il Lanificio F.lli Cerruti S.p.A. , con sede a Biella, e Arte Tessile Italia , azienda di Busto Arsizio specializzata nel disegno di tessuti jacquard e raschel.